# Svätá Mária
Svätá Mária (węg. Bodrogszentmária) – wieś (obec) na Słowacji położona w kraju koszyckim, w powiecie Trebišov. Pierwsze wzmianki o miejscowości pochodzą z 1261 roku. 
Według danych z dnia 31 grudnia 2012 roku, wieś zamieszkiwało 576 osób, w tym 278 kobiet i 298 mężczyzn.
W 2001 roku pod względem narodowości i przynależności etnicznej 12,11% mieszkańców stanowili Słowacy, a 87,54% Węgrzy.
Ze względu na wyznawaną religię struktura mieszkańców kształtowała się w 2001 roku następująco:
- Katolicy rzymscy – 52,94%
- Grekokatolicy – 24,39%
- Ewangelicy – 0,87%
- Ateiści – 1,9%
- Nie podano – 0,69%